# Ma'or
Ma'or (hebrejsky מָאוֹר, v oficiálním přepisu do angličtiny Ma'or) je vesnice typu mošav v Izraeli, v Haifském distriktu, v Oblastní radě Menaše.

## Geografie
Leží v nadmořské výšce 30 metrů v pobřežní nížině, nedaleko od kopcovitých oblastí podél Zelené linie oddělující vlastní Izrael v mezinárodně uznávaných hranicích od okupovaného Západního břehu Jordánu. Západně od obce protéká Nachal Chadera.
Obec se nachází 12 kilometrů od břehu Středozemního moře, cca 44 kilometrů severovýchodně od centra Tel Avivu, cca 42 kilometrů jižně od centra Haify a 8 kilometrů východně od města Chadera. Ma'or obývají Židé, přičemž osídlení v tomto regionu je etnicky smíšené. Na východ a jihovýchod od mošavu začíná téměř souvislý pás měst a vesnic obývaných izraelskými Araby - takzvaný Trojúhelník (nejblíže je to město Baka-Džat 2 kilometry odtud). Západním směrem v pobřežní nížině převládá židovské osídlení.
Ma'or je na dopravní síť napojen pomocí místní silnice číslo 581. Východně od mošavu probíhá dálnice číslo 6 (Transizraelská dálnice).

## Dějiny
Ma'or byl založen v roce 1953. První osadníci sem přišli ovšem již roku 1952. Šlo o skupinu zaměstnanců přístavu z Haify, kteří se v rámci hnutí me-ha-Ir le-kfar (מהעיר לכפר) rozhodli pro venkovský způsob života. Na místě se ale kvůli těžkým podmínkám neudrželi. Byli proto vystřídáni skupinou židovských přistěhovalců z Jemenu, kteří zde vytrvali a dosáhli ekonomických úspěchů. Zpočátku ovšem vesnice čelila těžkým hospodářským okolnostem. Navíc pohraniční poloha obce znamenala časté infiltrace arabských partyzánů (fedajínů).
Místní ekonomika je stále ve velké míře založena na zemědělství.

## Demografie
Podle údajů z roku 2014 tvořili naprostou většinu obyvatel v Ma'or Židé (včetně statistické kategorie "ostatní", která zahrnuje nearabské obyvatele židovského původu ale bez formální příslušnosti k židovskému náboženství).
Jde o menší sídlo vesnického typu s dlouhodobě výrazně rostoucí populací. K 31. prosinci 2014 zde žilo 1213 lidí. Během roku 2014 populace stoupla o 3,8 %.
| Rok            | 1961 | 1972 | 1983 | 1995 | 2001 | 2003 | 2004 | 2005 | 2006 | 2007 | 2008 | 2009 | 2010 | 2011 | 2012 | 2013 | 2014 |
| -------------- | ---- | ---- | ---- | ---- | ---- | ---- | ---- | ---- | ---- | ---- | ---- | ---- | ---- | ---- | ---- | ---- | ---- |
| Počet obyvatel | 406  | 180  | 298  | 472  | 661  | 698  | 742  | 773  | 832  | 914  | 966  | 994  | 1019 | 1067 | 1140 | 1169 | 1213 |